# Albert von Thurn und Taxis
Albert Maria Lamoral Miguel Jan Gabriel Princ z Thurnu a Taxisu, německy Albert Maria Lamoral Miguel Johannes Gabriel Prinz von Thurn und Taxis (* 24. června 1983 v Řezně) je německý podnikatel a automobilový závodník. Je také hlavním představitelem knížecího rodu Thurn-Taxisů.

## Život
Albert z Thurnu a Taxisu je nejmladším potomkem Johannese (1926–1990) a Glorie z Thurnu a Taxisu, rozené hraběnky Schönburg-Glauchau (ze Šumburka-Hluchova) (* 1960). Má ještě dvě starší sestry, Marii Theresii (* 1980) a Elisabeth (* 1982). Po smrti svého otce v roce 1990 zdědil společně se svými sestrami a matkou jeho soukromý majetek, jehož správu převzal jako hlava rodu – do roku 2001 v opatrovnictví své matky.
Své dětství strávil v rodném Řezně, absolvoval Německou školu v Římě a po ukončení základní vojenské služby u Francouzsko-německé brigády studoval na Edinburské univerzitě ekonomii a teologii. Od roku 2009 žije ve švýcarském Curychu.
Jako hlava rodu je zároveň velmistrem řádu Parfaite Amitié. Od 15. listopadu 2007 je také rytířem řádu konstantiniánských rytířů sv. Jiří. Roku 2005 byl sodálně přijat do Marianische Männer-Congregation Řezno, jehož členy byli již dříve mnozí členové knížecího rodu z Thurnu a Taxisu.